# جونار
جونار (به انگلیسی: Junnar) یک منطقهٔ مسکونی در هند است که در Pune district واقع شده‌است. جونار ۳۶٬۵۶۷ نفر جمعیت دارد و ۶۸۹ متر بالاتر از سطح دریا واقع شده‌است.